# Besanjelier
De besanjelier (Silene baccifera, voorheen Cucubalus baccifer) is een plant uit de anjerfamilie (Caryophyllaceae). De soort staat op de  Nederlandse Rode lijst van planten als zeer zeldzaam en sterk in aantal afgenomen. De plant komt in Nederland voor in het rivierengebied van Midden- en Zuid-Gelderland.
De plant wordt 60-120 cm hoog en bloeit in juli tot augustus met groenachtig witte bloemen, die in losse bijschermen bij elkaar zitten. De kort behaarde, klimmende stengel is sterk vertakt. De bladeren zijn eirond tot langwerpig en hebben korte haren. Heeft zwarte, bolvormige bessen.
De besanjelier komt tussen struiken en heggen op vochtige voedselrijke plaatsen voor.

## Plantengemeenschap
De besanjelier is een kensoort voor de associatie van sleedoorn en eenstijlige meidoorn (Pruno-Crataegetum).